# Androniscus noduliger
Androniscus noduliger là một loài chân đều trong họ Trichoniscidae. Loài này được Verhoeff miêu tả khoa học năm 1928.